# Коротков, Юрий Александрович
Юрий Александрович Коротков (6 февраля 1936 года, Нижний Тагил, Свердловская область — 22 марта 2022, Екатеринбург) — советский игрок в хоккей с мячом, шестикратный чемпион СССР. Мастер спорта СССР. Почётный мастер спорта СССР (1964).

## Биография
Начал играть в 1950 году в Нижнем Тагиле. Амплуа — защитник. За СКА (Свердловск) отыграл 13 сезонов с 1956 по 1970 годы. В чемпионатах страны провел 303 матча, забил 6 мячей. Также выступал за нижнетагильские команды «Строитель» и «Металлург».
Звание «Мастер спорта СССР» по хоккею с мячом присвоено в 1958 году. Дважды входил в список «22 лучших игрока сезона» (1960, 1963).
Окончил Уральский политехнический институт имени С. М. Кирова приобрел профессию «инженер-металлург». После окончания спортивной карьеры работал на Верх-Исетском металлургическом заводе города Екатеринбурга — начальник сталеплавильного цеха завода.
Скончался 22 марта 2022 года в Екатеринбурге, похоронен на Центральном кладбище Нижнего Тагила.

## Достижения
- Чемпион СССР 1958—1960, 1962, 1966, 1968 годы.
- Серебряный призёр чемпионата СССР в 1957, 1961, 1963, 1965, 1967, 1969 годы.
- Бронзовый призёр чемпионата СССР 1964 и 1970 годы.
- Победитель Спартакиады народов РСФСР 1961 года.
- Серебряный призёр Спартакиады народов РСФСР 1958 года.

## Личная жизнь
Отец, Александр Иванович (1913—2001) — известный нижнетагильский футболист и хоккеист, тренер.